# 蒼鷹碎蛤
蒼鷹碎蛤（学名：Tindaria soyoae）为袖珍碎蛤科袖珍碎蛤屬下的一个种。